# CFCY-FM
CFCY 95.1FM ist ein privater Hörfunksender in Charlottetown, Prince Edward Island, Kanada. Gesendet wird ein aktueller American Country Musikformat. Der Sender wird von Maritime Broadcasting System betrieben. Das Programm wird auf der Frequenz 95,1 MHz FM gesendet, sowie in das digitale TV-Kabelnetz und als Livestream ins Internet eingespeist.

## Geschichte
Der Sender wurde von dem kanadischen Radiopionier Keith Rogers am 15. August 1924 unter der Bezeichnung 10AS gegründet. 1925 wurde aus 10AS CFCY auf der Frequenz 960 kHz, welche 1931 auf 580 kHz und 1933 auf 630 kHz geändert wurde. Der Sender wurde als das „The Friendly Voice of the Maritime“ bekannt. Aufgrund der zentralen Lage des Senders, erreichte das AM-Signal Teile von Neufundland und Labrador, Quebec und Neuengland sowie viele weitere Küstenregionen. Zwei Jahre nach dem Tod von Keith Rogers erfüllte seine Familie seinen Wunsch und gründete 1956 den Fernsehsender CFCY-TV auf der Insel. Am 24. März 2006 begann der Sender mit der Ausstrahlung auf 95.1FM.

## Programm
- Island’s Country Breakfast
- Middays with Brittany
- Afternoons with Paul Alan
- Saturday Night Hoedown
- Weekends with Mark
- Country Top 40